# 青溪镇 (大埔县)
青溪镇，是中华人民共和国广东省梅州市大埔县下辖的一个乡镇级行政单位。

## 行政区划
青溪镇下辖以下地区：
下坪沙村、上坪沙村、青华村、蕉坑村、桃林村、溪口村、青溪村、祝丰村、青峰村、河背村、铲坑村、虎市村和长丰村。